# رامیرو مایور
رامیرو مایور (انگلیسی: Ramiro Mayor؛ زادهٔ ۹ مهٔ ۱۹۹۱) بازیکن فوتبال اهل اسپانیا است.
از باشگاه‌هایی که در آن بازی کرده‌است می‌توان به باشگاه فوتبال زامورا، باشگاه فوتبال رئال ساراگوسا، و باشگاه فوتبال آلکورکون اشاره کرد.
وی همچنین در تیم‌های ملی فوتبال زیر ۱۸ سال اسپانیا و زیر ۱۹ سال اسپانیا بازی کرده‌است.